# .hack//Roots
.hack//Roots est une série télévisée d'animation japonaise en 26 épisodes de 22 minutes, créée en 2006 et diffusée entre le 5 avril et le 27 septembre 2006 sur TV Tokyo.

## Synopsis
Le jeu en ligne The World n'existe plus, il est désormais en une nouvelle version envahie par des joueurs sans scrupules : les PK (Player Killer). Haseo, un nouveau joueur ayant entendu d'amis ayant joué à l'ancienne version de The World que ce jeu était formidable, décide d'y jouer mais se retrouve directement tué par des PK. Ovan, mystérieux Guildmaster de la Twilight Brigade le sauve de la mort en lui disant qu'il a une disposition particulière que lui seul possède…
Haseo, intrigué par Ovan, décide de le suivre et apprend que la guilde nommée Twilight Brigade recherche un objet légendaire appelé Key of the Twilight.
Mais cet objet existe-t-il vraiment ? Qu'est-il en réalité ?

## Personnages

### Haseo
Haseo, un nouveau joueur de The World, se fait tuer dès son arrivée par un Player Killer (PK). Il décide par la suite de rejoindra la Twilight Brigade et de les aider dans leur quête.

### Ovan
Ovan est le Guild Master de la Twilight Brigade. C’est un personnage très mystérieux dont le bras gauche est « verrouillé ». Il disparaît au moment où il pense avoir trouvé la clé du crépuscule.

## Épisodes
1. Bienvenue dans The World (Welcome to "The World")
2. La Brigade du crépuscule (Twilight Brigade)
3. Engagement (Join)
4. Pressentiment (Fore feel)
5. Perte de confiance (Distrust)
6. Conflit (Conflict)
7. Intrigue (Intrigue)
8. Commencement (Starting)
9. Melle (Melle)
10. Disparu (Missing)
11. Discorde (Discord)
12. Rupture (Breakup)
13. Tragédie (Tragedy)
14. Les Disparus (Unreturner)
15. Contrôleur (Pad)
16. Résolution (Resolution)
17. La foret de la douleur (Painful Forest)
18. Limite (Limit)
19. Violation (Violation)
20. Poursuite (Pursuit)
21. Défaite (Defeat)
22. Liens (Bonds)
23. Épreuve (Trial)
24. Confrontation (Confront)
25. Vérité (Truth)
26. Détermination (Determination)

## Commentaires
Cette série est en fait un composant d'un projet plus grand : le projet .hack (prononcé Dot Hack). Cette série n'en est qu'à ses débuts mais on peut y retrouver facilement les éléments habituels du projet .hack